# 욕실

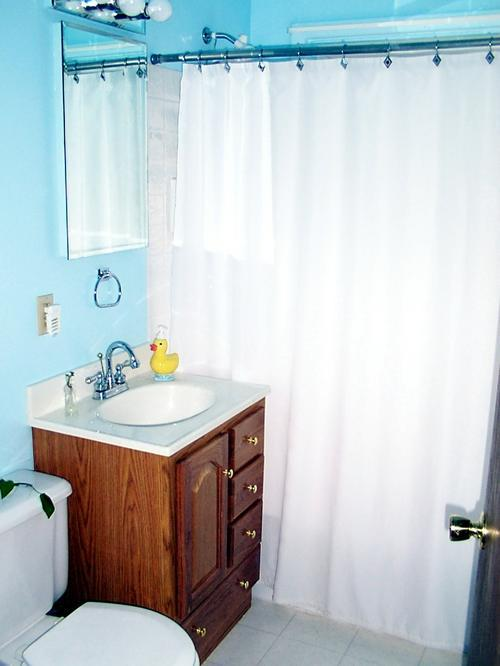
미국의 욕실

욕실(浴室)은 손을 세척하거나, 목욕이나 샤워를 하는 공간이다. 나라마다 다르지만, 욕실 내에 화장실을 포함하고 있는 경우도 있다. 근래에 시공된 주택이나 큰 규모의 아파트 등에서는 집안의 침실들 중 가장 넓은 침실에 욕실 겸 화장실을 하나 더 겸한 경우도 많다.

## 역사
욕조 사용에 관한 최초의 기록은 기원전 3000년까지 거슬러 올라간다. 당시 물은 몸과 마음을 정화하는 요소로 여겨져 종교적 가치가 강했다. 그래서 사람들이 신성한 장소에 들어가기 전에 몸을 깨끗이 해야 하는 것은 드문 일이 아니었다. 목욕은 유럽과 미국의 한증탕과 아시아의 냉탕으로 나뉘며 이 기간 동안 마을이나 마을 생활의 일부로 기록된다. 공중목욕탕은 마을의 거주지와 확연히 구분된 공간에 세워졌다.

## 같이 보기
- 샤워